# Берген (Кимгау)
Берген (њем. Bergen) општина је у њемачкој савезној држави Баварска. Једно је од 35 општинских средишта округа Траунштајн. Према процјени из 2010. у општини је живјело 4.874 становника. Посједује регионалну шифру (AGS) 9189113.

## Географски и демографски подаци
Берген се налази у савезној држави Баварска у округу Траунштајн. Општина се налази на надморској висини од 553 метра. Површина општине износи 36,9 km². У самом мјесту је, према процјени из 2010. године, живјело 4.874 становника. Просјечна густина становништва износи 132 становника/km².

## Међународна сарадња
| Мјесто         | Држава    | Врста сарадње | Од    |
| -------------- | --------- | ------------- | ----- |
| Бањоло Мела    | Италија   | партнерство   | 2005. |
| Бри Конт Робер | Француска | партнерство   | 1988. |
| Извор          |           |               |       |